# Mint (krant)
Mint is een Engelstalige zakenkrant in India, uitgegeven door HT Media Ltd. in samenwerking met de Wall Street Journal. Het dagblad verscheen voor het eerst op 1 februari 2007. Het dagblad heeft een Berlinerformaat en is daarmee de eerste krant in India. Het richt zich op zakenlui, beleidsmakers en politici. De hoofdredacteur is R. Sukumar (2012). Het heeft een liberale signatuur: het onderschrijft de vrije markt en economische liberalisatie. Zusterbladen zijn de Hindustan Times en Hindustan Dainik. Mint komt uit in verschillende edities: in New Delhi, Mumbai, Ahmedabad, Chennai, Bangalore, Kolkata, Chandigarh en Pune. Het dagblad is gevestigd in New Delhi.